# Plagiopholis styani
Plagiopholis styani — вид змій родини полозових (Colubridae). Мешкає в Східній Азії.

## Поширення і екологія
Plagiopholis styani широко поширені на півдні Китаю, а також на Тайвані та на півночі В'єтнаму. Вони живуть в гірських субтропічних лісах і бамбукових заростях, часто поблизу печер. Зустрічаються на висоті від 1000 до 1300 м над рівнем моря.